# Schizostella
Schizostella is een geslacht van slangsterren uit de familie Gorgonocephalidae.

## Soorten
- Schizostella bifurcata A.H. Clark, 1952